# London Mozart Players
I London Mozart Players sono un'orchestra da camera britannica, specializzata nell'esecuzione di musica barocca.

## L'orchestra
L'orchestra venne fondata a Londra da Harry Blech e fu la prima orchestra da camera ad essere fondata in Inghilterra. L'orchestra era costituita da strumentisti di diverse nazionalità ed iniziò la sua attività consistente nell'esecuzione della musica dal vivo e nella registrazione discografica.
L'orchestra, negli anni, è stata diretta da diversi direttori fra i quali si ricordano sir John Barbirolli, sir John Eliot Gardiner, sir Charles Mackerras, sir Roger Norrington e sir Georg Solti. Fra i suoi ex direttori stabili si ricordano Andrew Parrott, esperto di musica antica, Matthias Bamert, Jane Glover e lo stesso Harry Blech, il fondatore. Attualmente il suo direttore stabile è sir James Galway.
I concerti vengono tenuti alla Fairfield Halls a Croydon oltre che in Gran Bretagna ed in Europa. Nel corso del 250º anniversario di Mozart, nel 2006, ha tenuto oltre 130 concerti in tutta Europa.
Negli anni novanta del XX secolo, l'orchestra intraprese un progetto di registrazione di sinfonia|sinfonie di compositori poco conosciuti contemporanei di Mozart. Fra questi si ricordano opere di Ignaz Joseph Pleyel, Muzio Clementi e Leopold Kozeluch.